# Foyalé
Foyalé est une chanson interprétée par Zazie, Yannick Noah, Tété et MC Solaar au profit de l'association Sol En Si en 2005, à l'occasion des quinze ans de cette dernière. Les paroles ont été écrites par Zazie et Vincent Baguian, la musique composée par Jean-Marie Leau et Fabien Cahen.
Cette chanson est disponible sur l'album Sol En Cirque produit par Warner Music.
En 2008, la chanson a été choisie comme hymne final de la soirée des Grands Gamins au profit de l'association Sol En Si, et reprise par tous les chanteurs présents.